# Anisodes gracililinea
Anisodes gracililinea là một loài bướm đêm trong họ Geometridae.